# Enceinte de Bergues
L'enceinte de Bergues est un ancien ensemble de fortifications qui protégeait la ville de Bergues.

## Moyen Âge
- Construction d'une première enceinte urbaine annulaire ceinte d'un fossé à la limite des 9e et 10e siècles par le comte de Flandre Baudouin II[1]
- Motte castrale à Eringhem (1100 déjà signalée détruit en 1458)[2]

## Période espagnole, Vauban,XVIIIeetXIXesiècles
- Enceinte urbaine
- Fort de la Maison Blanche (non construit)
- Fort de Quaëdypre (non construit)
- Fort de Socx (non construit)
- Fort de Pitgam (non construit)
- Fort Watten (non construit)
- Redoute de Fort Lapin, Nord de Bergues sur Basse Colme à Hoymille[1]
- Redoute de Fort Suisse (1676, Sud de Bergues à Hoymille)[3]
- Fort Benkies Mille (Fort Anglais pont du Benkies Mille à Hoymille sur la basse Colme)